# Saison 3 de Téhéran
Chronologie
Saison 2
Cet article présente les épisodes de la troisième saison de la série télévisée israélienne Téhéran.

## Distribution

### Acteurs principaux
- Niv Sultan (VF : Victoria Grosbois) : Tamar Rabinyan
- Shaun Toub (VF : Omar Yami) : Faraz Kamali
- Hugh Laurie : Eric Peterson

### Acteurs secondaires
- Shila Vossugh Ommi : Nahid Kamali
- Cyrus Khodaveisi : Hasan
- Shawn Gabai
- Behar Paresh
- Fenix Rai

## Production

### Développement
L’acteur principal de la série, Shaun Toub confirme en décembre 2022 que la série a été renouvelée et que le scénario a été transmis aux acteurs pour qu’ils s’en imprègnent.
La sortie de la troisième saison est prévue pour septembre 2023.

### Tournage
Le tournage de la troisième saison de la série a débuté fin janvier 2023.